# Referendo sobre a independência das Comores em 1974
Referendo sobre a independência das Comores em 1974 foi um referendo de independência realizado nas Comores em 22 de dezembro de 1974. O resultado geral foi um consistente voto "sim", com 94,57% dos eleitores votando pela independência e quase todos os votos "não" emitidos em Mayotte, onde houve maioria para permanecer sob controle francês. Em contraste, em Mohéli, apenas cinco dos 6 059 votos foram contra a independência. A participação dos eleitores foi de 93,3%. 
Após o referendo, o país declarou a independência em 6 de julho de 1975 e Mayotte permaneceu sob controle francês.

## Antecedentes
As Comores alcançaram a autonomia em 1961 e a satisfação pública com o novo arranjo significava que as ilhas não faziam parte da descolonização na qual a maioria dos territórios africanos da França se tornariam independentes na década de 1960. No entanto, o apoio público à independência começaria a crescer no início da década de 1970, exceto em Mayotte, onde o apoio à manutenção da soberania francesa permaneceu forte.
Um tratado foi assinado em 15 de janeiro de 1973, permitindo que as ilhas se tornassem independentes dentro de cinco anos após uma consulta com os residentes. O governo francês aprovou o tratado em 2 de outubro, optando por um único referendo para toda a colônia e não um voto ilha-a-ilha. A abordagem foi criticada em Mayotte, onde Marcel Henry, líder do partido anti-independência Movimento Popular de Mahoré, afirmou que os residentes de Mayotte tinham direito à autodeterminação com base no artigo 53 da Constituição Francesa, que afirma que a secessão não pode acontecer sem o consentimento dos eleitores.
Quando a Assembleia Nacional aprovou o tratado em novembro de 1973, fez uma emenda que obrigava Mayotte a ter autonomia regional caso a independência fosse alcançada. Em novembro de 1974, a lei 74-965 foi aprovada, exigindo a realização de um referendo nas Comores dentro de seis meses, mas também permitindo um período de seis meses após os resultados para decidir sobre sua reação a eles.

## Resultados
« Souhaitez-vous que le territoire des Comores devienne indépendant ?»
Você quer que o território das Comores se torne independente?
| Ilha                              | Favorável | Favorável | Contra | Contra | Votos inválidos | Total de votos | Eleitores registrados | Participação Eleitoral % |
| Ilha                              | Votos     | %         | Votos  | %      | Votos inválidos | Total de votos | Eleitores registrados | Participação Eleitoral % |
| --------------------------------- | --------- | --------- | ------ | ------ | --------------- | -------------- | --------------------- | ------------------------ |
| Anjouan                           | 58 897    | 99,93     | 44     | 0,07   | 4               | 58 945         | 61 406                | 95,99                    |
| Grande Comore                     | 84 123    | 99,98     | 21     | 0,02   | 39              | 84 183         | 89 215                | 94,36                    |
| Mayotte                           | 5 110     | 36,78     | 8 783  | 63,22  | 84              | 13 977         | 17 946                | 77,88                    |
| Mohéli                            | 6 054     | 99,92     | 5      | 0,08   | 3               | 6 062          | 6 351                 | 95,45                    |
| Total                             | 154 184   | 94,57     | 8 853  | 5,43   | 130             | 163 167        | 174 918               | 93,28                    |
| Fonte: African Elections Database |           |           |        |        |                 |                |                       |                          |

## Consequências
Após o referendo, o presidente Ahmed Abdallah anunciou que a Câmara dos Deputados das Comores elaboraria uma nova constituição e que a independência seria declarada em acordo com o governo francês. O resultado em Mayotte levou o governo francês a tentar convencer seus homólogos comorianos de que uma nova constituição deveria permitir a autonomia da ilha do resto do país. No entanto, Abdallah declarou ser contrário a um estado federal. Ele rejeitou um projeto de constituição em 11 de abril de 1975, baseado no fato de que este permitiria uma descentralização excessiva.
Em 3 de julho de 1975, a Assembleia Nacional Francesa aprovou uma nova lei sobre a independência das Comores, com o segundo artigo afirmando que a nova Constituição deveria ser aprovada individualmente para cada ilha. Se uma ilha rejeitasse a nova constituição, uma nova teria que ser apresentada em três meses. Se alguma das ilhas rejeitasse o segundo projeto, não estariam sujeitas a ele. No entanto, o governo comoriano rejeitou a lei francesa, com o partido Oudzima de Abdallah declarando que "o povo das Comores desaprova a interferência do Parlamento Francês nos assuntos internos do futuro Estado das Comores, condena todas as manobras para balcanizar as Comores e, consequentemente, rejeita as disposições do ato de 30 de junho de 1975".
Em 6 de julho, a Câmara dos Deputados das Comores declarou, unilateralmente, a independência de todo o arquipélago das Comores. O governo francês reconheceu a independência de Grande Comore, Anjouan e Mohéli em 31 de dezembro de 1975, mas não mencionou Mayotte. Um referendo foi posteriormente realizado em Mayotte, em fevereiro de 1976, na parte restante das Comores, com a proposta sendo rejeitada por mais de 99% dos eleitores. 